# HD 150248
HD 150248 är en ensam stjärna belägen i den södra delen av stjärnbilden Skorpionen. Den har en skenbar magnitud av ca 7,02 och kräver åtminstone en handkikare för att kunna observeras. Baserat på parallaxmätning inom Hipparcosuppdraget på ca 37,5 mas, beräknas den befinna sig på ett avstånd på ca 87 ljusår (ca 27 parsek) från solen. Den rör sig bort från solen med en heliocentrisk radialhastighet på ca 66 km/s.

## Egenskaper
HD 150248 är en solliknande gul till vit stjärna i huvudserien av spektralklass G3 V. Den har en massa som är ungefär lika med en solmassa och en effektiv temperatur av ca 5 700 K.
HD 150248 är en nära soltvilling. Dess fotometriska färg är också mycket nära solens men har ett lägre överskott av metaller. En exakt soltvilling skulle vara en G2 V-stjärna med en temperatur på 5 778 K, vara 4,6 miljarder år gammal, med solmetallicitet och en avvikelse från solens ljusstyrka på 0,1 procent. Stjärnor med en ålder av 4,6 miljarder år, som vår sol, är i det mest stabila tillståndet. Korrekt metallicitet och storlek är också mycket viktigt för variationer i låg ljusstyrka.